# Västra Hisjön
Västra Hisjön är en sjö i Härjedalens kommun i Härjedalen och ingår i Ljusnans huvudavrinningsområde. Sjön har en area på 0,534 kvadratkilometer och ligger 528,1 meter över havet. Sjön avvattnas av vattendraget Storvasslan.

## Delavrinningsområde
Västra Hisjön ingår i det delavrinningsområde (687382-140196) som SMHI kallar för Utloppet av Västra Hisjön. Medelhöjden är 551 meter över havet och ytan är 5,04 kvadratkilometer. Det finns inga avrinningsområden uppströms utan avrinningsområdet är högsta punkten. Storvasslan som avvattnar avrinningsområdet har biflödesordning 4, vilket innebär att vattnet flödar genom totalt 4 vattendrag innan det når havet efter 299 kilometer. Avrinningsområdet består mestadels av skog (81 procent). Avrinningsområdet har 0,54 kvadratkilometer vattenytor vilket ger det en sjöprocent på 10,6 procent.